# 알리 아슈파크
알리 아슈파크(Ali Ashfaq, 1985년 6월 6일 ~ )는 몰디브의 전직 축구 선수로 현역 시절 포지션은 공격수였으며 몰디브 대표팀 역대 국제 A매치 최다 득점 기록 보유자이다.

## 클럽 경력
2001년 클럽 발렌시아 입단을 통해 프로에 입문한 후 현재까지 프로 통산 442경기에서 398골을 터뜨리며 무려 28번의 리그 및 리그컵 우승을 맛보았고 특히 입단 첫 해인 2001년부터 2005년까지 클럽 발렌시아의 리그 4연패 및 4번의 컵대회 우승에 크게 기여했고 이러한 대활약들을 바탕으로 리그 최우수 선수 및 득점왕 등 각종 수많은 상과 기록들을 휩쓸었다.

## 국가대표 경력
2003년 몰디브 A대표팀에 첫 합류한 이후 같은 해 12월 3일 몽골과의 2006년 FIFA 월드컵 아시아 지역 1차 예선 2차전에서 국제 A매치 데뷔골을 포트트릭으로 장식하며 팀의 1·2차전 합계 13-0 대승과 함께 2차 예선 진출에 기여했다.
그리고 2004년 10월 13일 베트남과의 2006년 FIFA 월드컵 아시아 지역 2차 예선 7조 5차전에서도 멀티골을 작렬시키며 3-0 완승에 기여했고 2005년과 2013년 SAFF 챔피언십에서는 각각 3골·10골을 터뜨리면서 2번의 득점왕을 차지했다.
물론 2008년 대회에서는 득점을 기록하지는 못했지만 팀의 첫 우승에 일조한 공로를 인정받아 이 대회 최우수선수상의 영예를 안았으며 이듬해인 2009년 대회에서는 3골을 터뜨리며 팀의 준우승에 기여하면서 방글라데시 언론에서 선정한 대회 최우수선수에 이름을 올렸다.
그리고 자국에서 열린 2014년 AFC 챌린지컵에서도 3골을 터뜨리며 몰디브의 사상 첫 AFC 주관 대회 4강 진출과 함께 3위 입상에 기여했고 2010년 남아시아 경기 대회에는 와일드카드 자격으로 출전하여 팀의 동메달 획득에도 앞장섰다.
이후 2018년 FIFA 월드컵 아시아 지역 2차 예선에서 부탄을 상대로만 무려 5골을 퍼부으며 2019년 AFC 아시안컵 예선 플레이오프 진출에 기여했고 2019년 아시안컵 예선 플레이오프 1라운드에서는 예멘에 1·2차전 합계 0-4의 완패를 당했지만 2라운드에서 라오스를 4-1로 격파하며 사상 첫 아시안컵 최종 예선 진출에 성공했다.
그 뒤 2022년 FIFA 월드컵 아시아 지역 2차 예선에서 2골을 터뜨리며 2회 연속 아시안컵 최종 예선 진출에 일조했고 자국에서 열린 2021년 SAFF 챔피언십에서도 3골을 터뜨리면서 대회 3위를 이끌었으나 2023년 AFC 아시안컵 최종 예선 엔트리에는 포함되지 못했다.

## 수상

### 클럽
로열 말레이시아 폴리스
- 말레이시아 프리미어리그 : 우승 (2014)
- 포미스컵 : 우승 (2015)

뉴레이디언트 스포츠 클럽
- 몰디브 FA 채리티 실드 : 우승 (2013)
- 디베히 리그 : 우승 (2006, 2012, 2013)
- 몰디브 FA컵 : 우승 (2006, 2007, 2013)
- 몰디브 프레지던트컵 : 우승 (2007, 2012, 2013)

VB 스포츠 클럽
- 몰디브 FA 채리티 실드 : 우승 (2010, 2011)
- 디베히 리그 : 우승 (2009, 2010, 2011)
- 몰디브 FA컵 : 우승 (2008, 2011)
- 몰디브 프레지던트컵 : 우승 (2010)

클럽 발렌시아
- 디베히 리그 : 우승 (2001, 2002, 2003, 2004)
- 몰디브 FA컵 : 우승 (2004)
- 몰디브 컵위너스컵 : 우승 (2004, 2005)
- 포미스컵 : 우승 (2001)

### 국가대표팀
몰디브
- SAFF 챔피언십 : 우승 (2008), 준우승 (2009), 3위 (2021)
- AFC 챌린지컵 : 3위 (2014)
- 남아시아 경기 대회 : 동메달 (2010)